# Immortal Cities: Children of the Nile
Az Immortal Cities: Children of the Nile a városépítő játéksorozat egyike, mely az ókori Egyiptomban játszódik. Fejlesztője a Tilted Mill Entertainment. Az Egyesült Államokban 2004 novemberében, Európában 2005 februárjában került forgalomba. 2008. július 8-án a Tilted Mill kiadta a játék újabb változatát számos finomítással. A bővített változtat, a Children of the Nile: Alexandria 2008. szeptember 10-én jelent meg.

## A játék menete
A játék az uralkodóház megalapításával kezdődik, mely a palota felépítését jelenti. Ezután rövid időn belül megjelenik az épületben a fáraó és családja, akik a játékos megtestesítői. Ezt követően földmunkásokat kell toborozni, épületeket telepíteni a földműveseknek. Amint egy ház felépül, a családok beköltöznek a házakba, így nő az alattvalók száma. Földmunkások, kézművesek, katonák, papok, írnokok és építőmunkások lesznek a város lakói, számuk arányát a számukra épített házakkal tudjuk egyensúlyban tartani.

## Fogadtatás
A játék 3D-s mivolta ellenére nem számottevően jobb kétdimenziós elődei, például a Pharaohhoz képest. A fejlesztés lehetőséget ad az utcákon sétálókhoz való közeli zoomolásra, ám magán a játszhatóságon nem lendít. Több játékokkal foglalkozó weboldal összesített értékelése alapján 7,6-os értéket kapott a játék. A Resolution Magazin kritikusa számára a játék kellemes csalódás volt. Bár hiányolja a bevezetőt, illetve a grafika is lehetett volna jobb.